# San José de la Estrella (estación)
San José de la Estrella es una estación del sistema ferroviario del Metro de Santiago de Chile. Pertenece a la Línea 4 de la red y está entre las estaciones Trinidad y Los Quillayes. La estación se ubica sobre la Avenida Vicuña Mackenna en la intersección con la Avenida San José de la Estrella, paradero 23 de Avenida Vicuña Mackenna, cercano a la Parroquia Divino Redentor. La estación posee una afluencia diaria promedio de 10 216 pasajeros.

## Historia
Ésta era una de las llamadas estaciones fantasma de la red de Metro. A pesar de que se dejaron las vigas para finalizar la construcción de la estación a futuro, no estaba contemplado en un futuro inmediato su entrada definitiva en funcionamiento, por lo que los trenes pasaban de largo por el lugar que tomó la ulterior parada. 
Por encontrarse en un sector residencial muy poblado en todas direcciones, la noticia de la cancelación de la construcción de la estación provocó la indignación de los vecinos de la zona, que junto al exalcalde Pablo Zalaquett presentaron una queja delante de Metro de Santiago, la cual no fue acogida. Se especuló que los fondos se destinarían a proyectos como la Línea 3 o la 6, que no fueron firmados por el expresidente de la República Ricardo Lagos antes de 2006.

### Construcción definitiva
Contrario a todo lo esperado, y gracias a la presión vecinal y de las autoridades de la comuna, la presidenta de la República Michelle Bachelet y el entonces alcalde Pablo Zalaquett encabezaron la postura de la primera piedra de la estación el 28 de diciembre de 2007.
La demanda estimada de la estación es de 13.152 pasajeros diarios, de los cuales 8.031 corresponden a nuevos usuarios del servicio.
La estación fue inaugurada el 5 de noviembre de 2009, comenzando a funcionar a las 15:00 horas.

### Ataque incendiario
Durante las protestas en Chile de 2019, el 18 de octubre de dicho año la estación sufrió un ataque incendiario que afectó a su mezzanina, su andén, además de sistemas de señalización y sistemas eléctricos. Además, resultaron quemados dos trenes AS-2002 que se encontraban en ese momento en el andén. La estación fue reabierta el 14 de septiembre de 2020.

### Accesos
| Acceso | Intersección                                    |
| ------ | ----------------------------------------------- |
| A      | Av. Vicuña Mackenna con San José de la Estrella |

## Galería

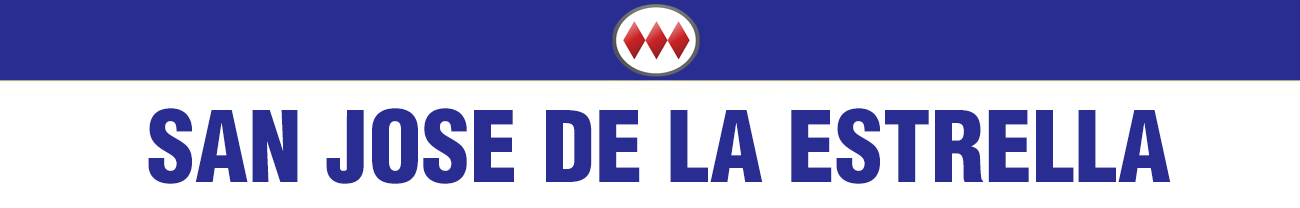
Cenefa utilizada actualmente en los andenes.

## Conexión con Red Metropolitana de Movilidad
La estación posee 7 paraderos de la Red Metropolitana de Movilidad en sus alrededores, los cuales corresponden a:
| Paradero/ Código                                  | Recorridos                                                                                |
| ------------------------------------------------- | ----------------------------------------------------------------------------------------- |
| Parada 1 / Metro San José de La Estrella (PE134)  | 210 (Puente Alto) - 210v (Av. México) - 213e (Puente Alto) - F30n (Bajos de Mena)         |
| Parada 2 / Metro San José de La Estrella (PE143)  | 210 (Estación Central) - 210v (Estación Central) - 213e (Plaza Italia) - F30n (La Moneda) |
| Parada 3 / Metro San José de La Estrella (PE846)  | E02 (Diego Portales)                                                                      |
| Parada 4 / Metro San José de La Estrella (PE1259) | E02 (Metro Lo Ovalle)                                                                     |
| Parada 5 / Metro San José de La Estrella (PE304)  | E01 (San José de La Estrella)                                                             |
| Parada 6 / Metro San José de La Estrella (PE247)  | 226 (Centro) - E01 (Metro Santa Rosa)                                                     |
| Parada 7 / Metro San José de La Estrella (PE1342) | 226 (Nonato Coo) - E01 (San José de La Estrella)                                          |